# 沈健 (正德進士)
沈健（1479年—？），字若乾，福建興化府莆田縣人，民籍，明朝政治人物。

## 生平
福建乡试举人，正德六年（1511年）中式辛未科進士。

## 家族
曾祖沈永錫；祖父沈居安；父沈資德。母黃氏。具庆下。弟沈佑。